# Grand Prix automobile de Belgique 1986
Résultats du Grand Prix de Belgique de Formule 1 1986 qui a eu lieu sur le circuit de Spa-Francorchamps le 25 mai.

## Classement
| Pos. | No | Pilote             | Écurie                 | Tours | Temps/Abandon                      | Grille | Points |
| ---- | -- | ------------------ | ---------------------- | ----- | ---------------------------------- | ------ | ------ |
| 1    | 5  | Nigel Mansell      | Williams-Honda         | 43    | 1 h 27 min 57 s 925 (203,548 km/h) | 5      | 9      |
| 2    | 12 | Ayrton Senna       | Lotus-Renault          | 43    | + 19 s 827                         | 4      | 6      |
| 3    | 28 | Stefan Johansson   | Ferrari                | 43    | + 23 s 592                         | 11     | 4      |
| 4    | 27 | Michele Alboreto   | Ferrari                | 43    | + 29 s 634                         | 9      | 3      |
| 5    | 26 | Jacques Laffite    | Ligier-Renault         | 43    | + 1 min 10 s 690                   | 17     | 2      |
| 6    | 1  | Alain Prost        | McLaren-TAG            | 43    | + 2 min 17 s 772                   | 3      | 1      |
| 7    | 19 | Teo Fabi           | Benetton-BMW           | 42    | + 1 tour                           | 6      |        |
| 8    | 7  | Riccardo Patrese   | Brabham-BMW            | 42    | + 1 tour                           | 15     |        |
| 9    | 17 | Marc Surer         | Arrows-BMW             | 41    | + 2 tours                          | 21     |        |
| 10   | 20 | Gerhard Berger     | Benetton-BMW           | 41    | + 2 tours                          | 2      |        |
| 11   | 15 | Alan Jones         | Lola-Ford              | 40    | Panne d'essence                    | 16     |        |
| 12   | 4  | Philippe Streiff   | Tyrrell-Renault        | 40    | + 3 tours                          | 18     |        |
| Nc.  | 14 | Jonathan Palmer    | Zakspeed               | 37    | Non classé                         | 20     |        |
| Abd. | 23 | Andrea De Cesaris  | Minardi-Motori Moderni | 35    | Panne d'essence                    | 19     |        |
| Abd. | 3  | Martin Brundle     | Tyrrell-Renault        | 25    | Boîte de vitesses                  | 12     |        |
| Abd. | 29 | Huub Rothengatter  | Zakspeed               | 25    | Fuite d'eau                        | 23     |        |
| Abd. | 24 | Alessandro Nannini | Minardi-Motori Moderni | 24    | Boîte de vitesses                  | 22     |        |
| Abd. | 25 | René Arnoux        | Ligier-Renault         | 23    | Moteur                             | 7      |        |
| Abd. | 6  | Nelson Piquet      | Williams-Honda         | 16    | Turbo                              | 1      |        |
| Abd. | 18 | Thierry Boutsen    | Arrows-BMW             | 7     | Panne électrique                   | 14     |        |
| Abd. | 11 | Johnny Dumfries    | Lotus-Renault          | 7     | Radiateur                          | 13     |        |
| Abd. | 2  | Keke Rosberg       | McLaren-TAG            | 6     | Moteur                             | 8      |        |
| Abd. | 21 | Piercarlo Ghinzani | Osella-Alfa Romeo      | 3     | Moteur                             | 24     |        |
| Abd. | 22 | Christian Danner   | Osella-Alfa Romeo      | 2     | Moteur                             | 25     |        |
| Abd. | 16 | Patrick Tambay     | Lola-Ford              | 0     | Accident                           | 10     |        |

## Pole position et record du tour
- Pole position : Nelson Piquet en 1 min 54 s 331 (vitesse moyenne : 218,523 km/h).
- Meilleur tour en course : Alain Prost en 1 min 59 s 282 au 31e tour (vitesse moyenne : 209,453 km/h).

## Tours en tête
- Nelson Piquet : 16 (1-16)
- Ayrton Senna : 5 (17-21)
- Stefan Johansson : 2 (22-23)
- Nigel Mansell : 20 (24-43)

## Statistiques
- 3e victoire pour Nigel Mansell.
- 24e victoire pour Williams en tant que constructeur.
- 9e victoire pour Honda en tant que motoriste.
- 82e et dernier Grand Prix de Marc Surer.